# Махмуд, Аршад
Аршад Махмуд (англ. Arshad Mahmood, 1 ноября 1947) — пакистанский хоккеист (хоккей на траве), полевой игрок. Бронзовый призёр летних Олимпийских игр 1976 года.

## Биография
Аршад Махмуд родился 1 ноября 1947 года.
В 1976 году вошёл в состав сборной Пакистана по хоккею на траве на Олимпийских играх в Монреале и завоевал бронзовую медаль. Играл в поле, провёл 2 матча, мячей не забивал.
В 1969—1976 годах провёл за сборную Пакистана 15 матчей, забил 3 мяча.